# Vierkanthof
 (mai 2023).
Si vous disposez d'ouvrages ou d'articles de référence ou si vous connaissez des sites web de qualité traitant du thème abordé ici, merci de compléter l'article en donnant les références utiles à sa vérifiabilité et en les liant à la section « Notes et références ».

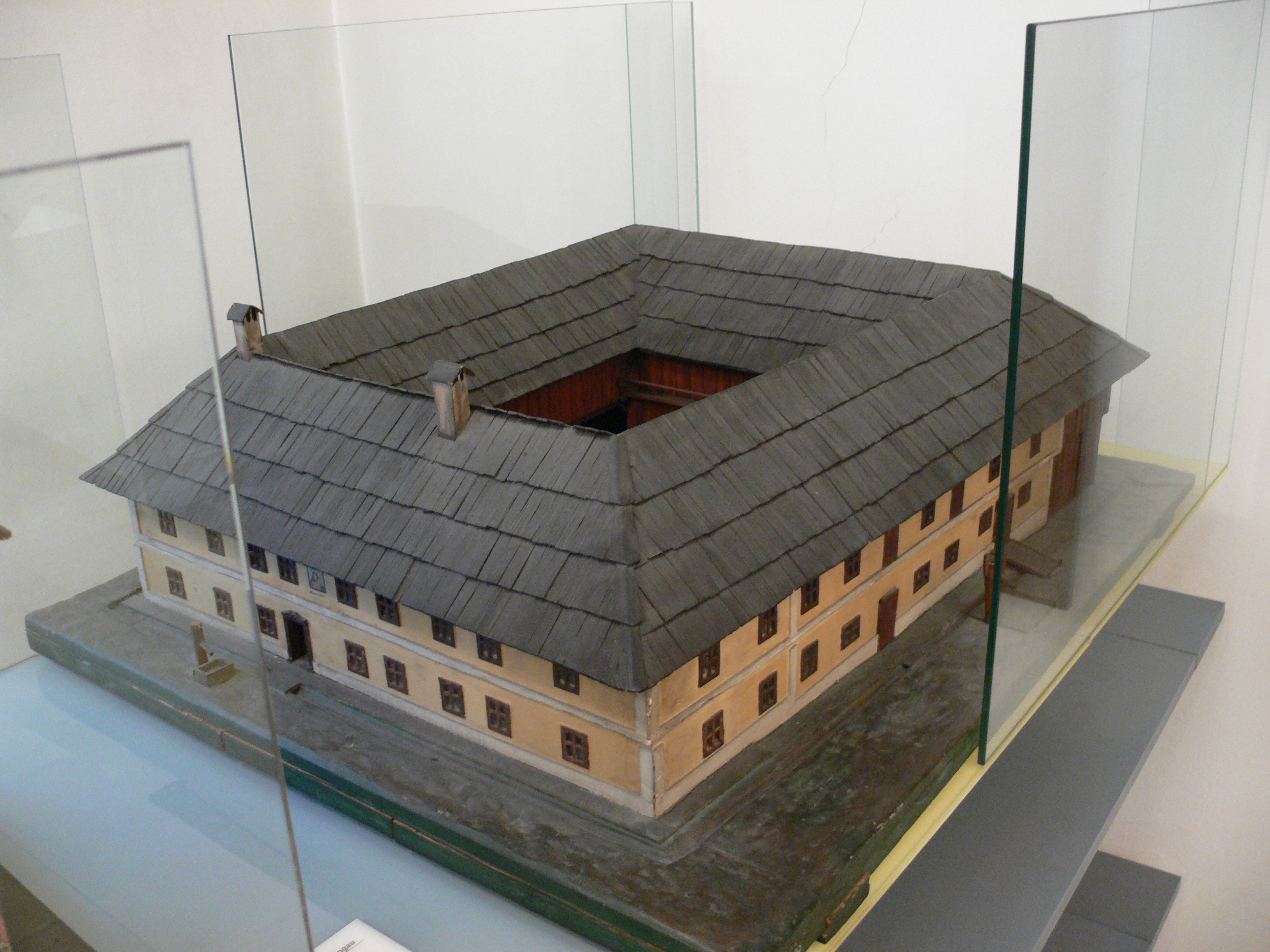
Maquette d'une Vierkanthof de Haute-Autriche, au musée du folklore autrichien de Vienne.

La Vierkanthof, ou Vierkanter, est un type de ferme, spécifique de la Haute-Autriche et de la Basse-Autriche.

## Nom
Le mot Vierkanthof (Vierkanthöfe au pluriel) provient des termes Vier (quatre), Kante (côté), Vierkant (quadrilatère) et Hof (ferme) et signifie ferme à quatre côtés, sous-entendu : à quatre côtés bâtis, les fermes "normales" étant en général ouvertes et non cernées de bâtiments sur tous leurs côtés. Le terme Vierkanter est spécifique à l'allemand d'Autriche.

## Répartition
En Autriche, les Vierkanthöfe se rencontrent dans les Länder de Haute-Autriche et de Basse-Autriche, à l'intérieur d'un quadrilatère constitué par les villes de Linz, Wels, Steyr et Amstetten.

## Caractéristiques

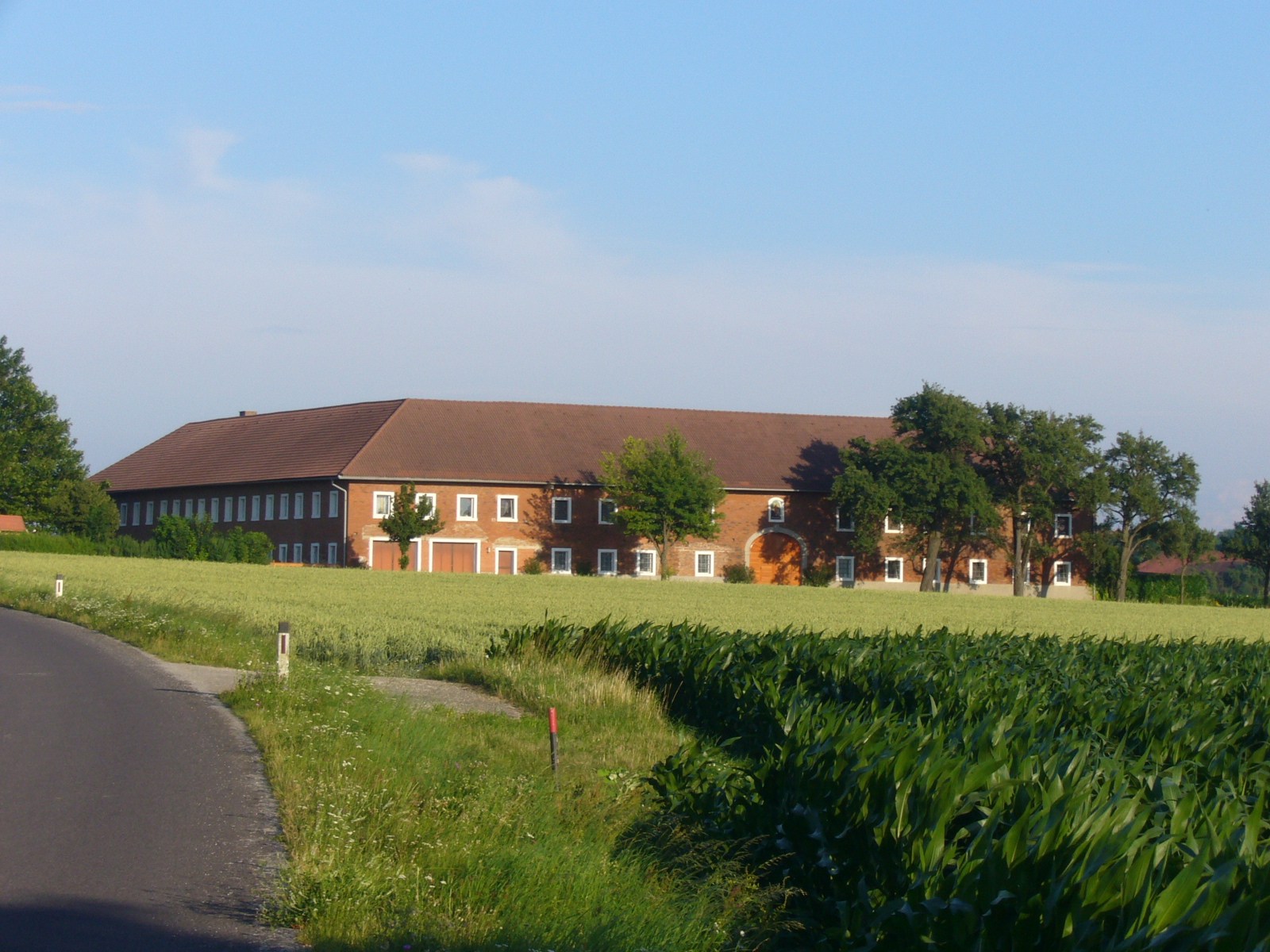
Une Vierkanter en Basse-Autriche.

De façon typique, une Vierkanthof est composée d'une cour carrée entourée des bâtiments de la ferme.